# Osan-ri
Pour les articles homonymes, voir Osan.

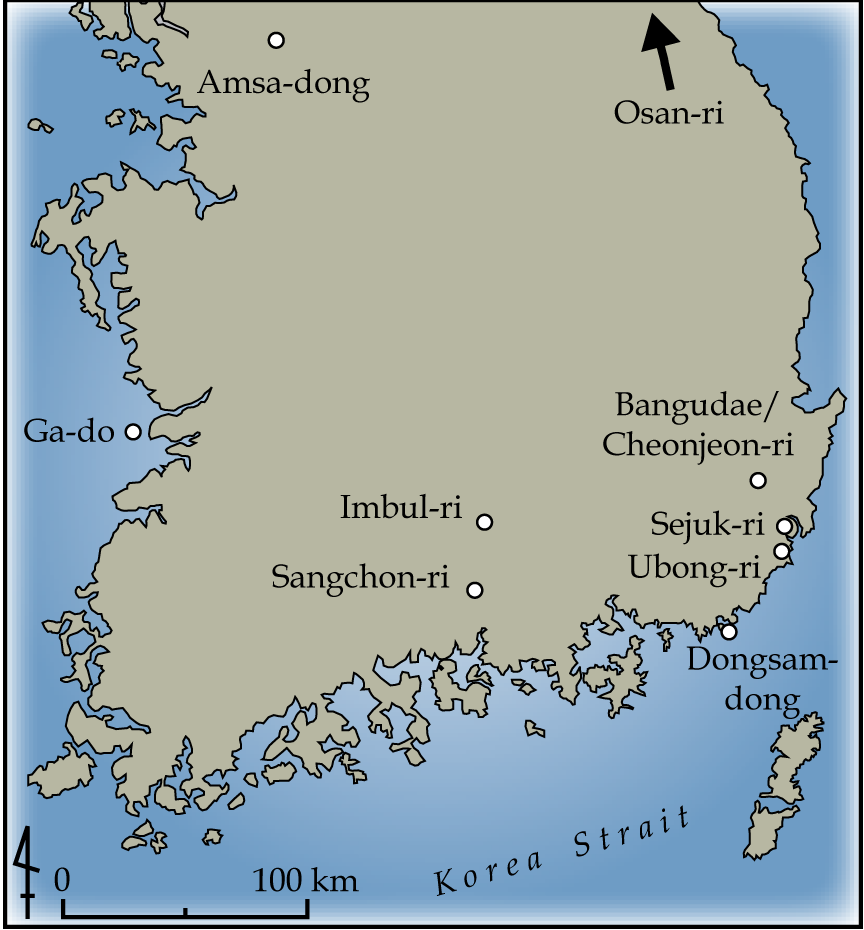
Carte des principaux sites de la période Jeulmun dans le sud de la Corée

Osan-ri (ou  Osanni) est un site préhistorique s'étendant sur 2 km le long d'une plage de la mer du Japon, près de Yangyang, dans la province de Gangwon, dans l'Est de la Corée du Sud. Il date de 6000 à 3000 av. J.-C., c'est-à-dire de la période de la céramique Jeulmun. Il a été désigné site historique no 394.

## Description
La vie du village était basée sur la pêche en mer. Bien qu'aucun bateau n'ait été retrouvé, leur utilisation ne fait pas de doute. De grands hameçons ont été trouvés qui impliquent la pêche en haute mer. Une pièce en obsidienne provenant du mont Paektu a également été découverte.